# Pringy (Marne)
Pringy ist eine französische Gemeinde im Département Marne in der Region Grand Est. Sie hat eine Fläche von 15,34 km² und 432 Einwohner (2022).
Nachbargemeinden sind: Songy, Soulanges, Drouilly, Maisons-en-Champagne, Coole und Faux-Vésigneul.

## Weblinks

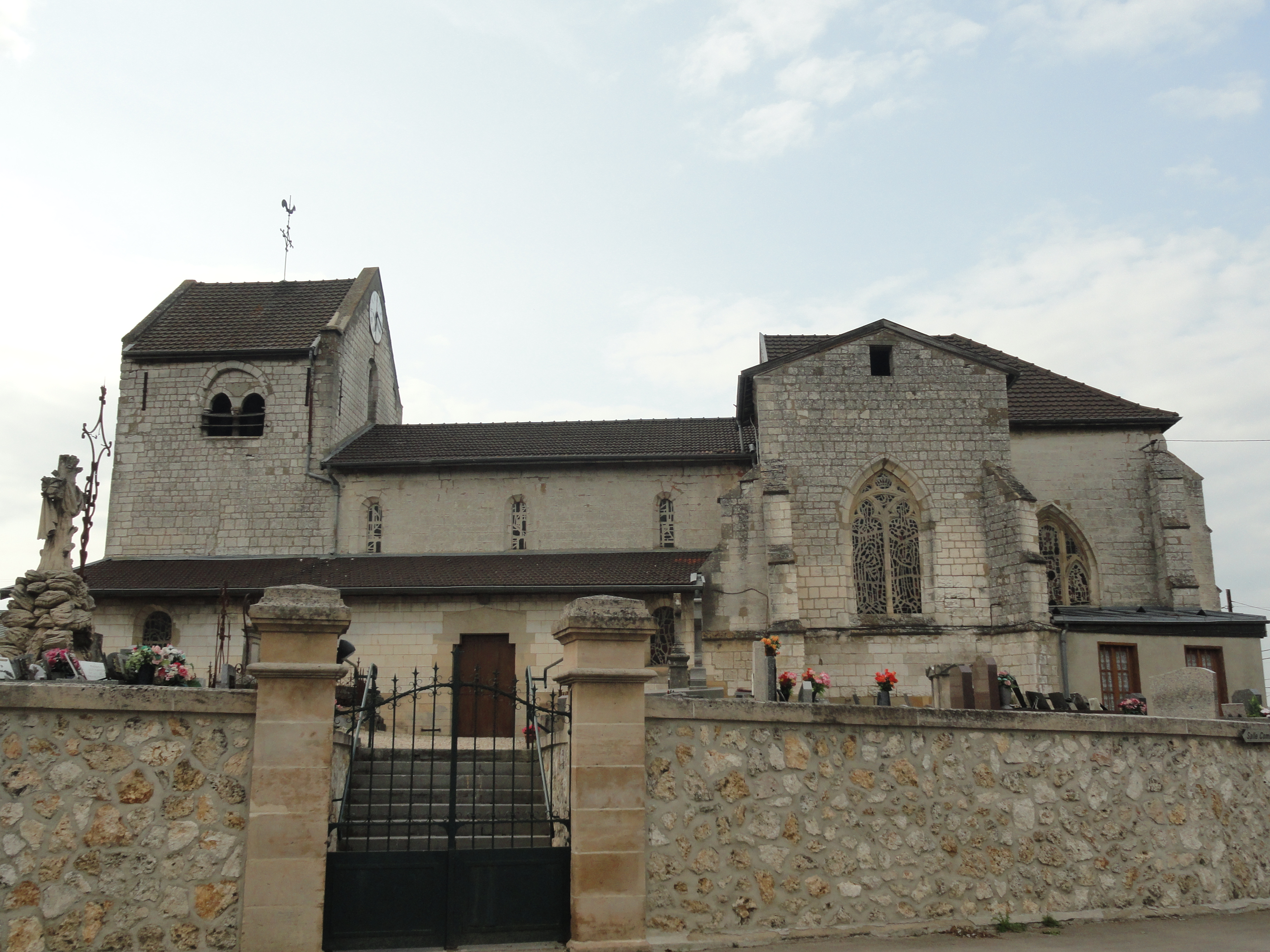
Kirche St-Remi

## Bevölkerungsentwicklung
| Jahr                       | 1962 | 1968 | 1975 | 1982 | 1990 | 1999 | 2009 | 2018 |
| -------------------------- | ---- | ---- | ---- | ---- | ---- | ---- | ---- | ---- |
| Einwohner                  | 444  | 448  | 396  | 401  | 426  | 409  | 442  | 426  |
| Quellen: Cassini und INSEE |      |      |      |      |      |      |      |      |

## Sehenswürdigkeiten
- Kirche St-Remi